# Drangajökull
Drangajökull és la més septentrional de les glaceres d'Islàndia. Es troba al sud-oest de la península de Hornstrandir, a la regió de Vestfirðir a l'est del fiord Ísafjörður. El gel cobreix entre 160 i 200 km². La seva altitud màxima és de 925 msnm a la punta Jökulbunga, això la converteix en l'única glacera d'Islàndia que es troba enterament per sota dels 1000 metres d'altitud.
Atesa la seva petita mida i baixa elevació, es podriar creure que Drangajökull és una de les glaceres d'Islàndia més amenaçades per l'increment de les temperatures i de les precipitacions, a causa del canvi climàtic. De fet, no obstant això, és l'únic casquet glacial del país que no ha disminuït en mida en els últims anys.